# Patrick Bach
Patrick Bach (Amburgo, 30 marzo 1968) è un attore e doppiatore tedesco.

## Filmografia parziale

### Cinema
- Anna, regia di Frank Strecker (1988)
- Caffè Europa (Cafe Europa), regia di Franz Xaver Bogner (1990)

### Televisione
- Silas - miniserie TV, 6 episodi (1981)
- Jack Holborn - miniserie TV, 6 episodi (1982)
- Anna - miniserie TV, 6 episodi (1987)
- Laura und Luis - miniserie TV, 6 episodi (1989)
- Immer wieder Sonntag - serie TV, 11 episodi (1996)
- Nicht von schlechten Eltern - serie TV, 39 episodi (1993-1998)
- Die Strandclique - serie TV, 39 episodi (1999-2002)
- Die Wache - serie TV, 107 episodi (1998-2006)
- La strada per la felicità (Julia - Wege zum Glück) - serie TV, 12 episodi (2007)
- My Life - Segreti e passioni (Rote Rosen) - serie TV, 32 episodi (2013-2014)

### Doppiaggio
- Hakim Atawari in Emma - Una storia romantica
- Sean Astin in The Big Bang Theory, LEGO Dimensions
- Ooops! Ho perso l'arca... (Ooops! Noah Is Gone...) (2015)
- Yakari - Un viaggio spettacolare (Yakari, le film) (2020)
- The Amazing Maurice (2022)